# Hiéroglyphe égyptien D25
Le hiéroglyphe égyptien D25 (deux lèvres avec dents) est classifié dans la section D « Parties du corps humain » de la liste de Gardiner ; cet hiéroglyphe y est noté D25.

## Représentation
Il représente deux lèvres — supérieure et inférieure — avec dents (hiéroglyphe D24) l'une au dessus de l'autre de manière a former une bouche complète. Il est translittéré spty.

## Utilisation
| s | p · t · y | D25 |

| s | p · t · y | D25 |

« lèvre, bord (aussi pour vagin, plaie ou récipient) » duel de spt.
| H | p · d | D25 |

| H | p · d | D25 |